# ディック・ブルーナ
ディック・ブルーナ（Dick Bruna、本名：ヘンドリック・マフダレヌス・ブルーナ（Hendrik Magdalenus Bruna）、1927年8月23日 - 2017年2月16日）は、オランダのグラフィックデザイナー、絵本作家。ミッフィー（ナインチェ・プラウス）やブラック・ベアの生みの親として知られる。

## 生涯

### 少年時代
ブルーナは1927年、ユトレヒト州ユトレヒト市で、出版社「A・W・ブルーナ&ズーン」（以下ブルーナ社）を経営する父アルバートと母ヨハナのもとに生まれる。
絵が好きなおとなしいタイプの少年で、いつもスケッチブックに絵を描いてはそれを大切にしていた。また、父が出版社を経営していたこともあって、さまざまな本に読み親しんだ。
中学に入ると、父の書棚にあったレンブラントやファン・ゴッホの画集に触れ、鮮烈な色彩や画法に強い衝撃と感銘を受ける。そしてブルーナ社の専属デザイナーのもとで、絵の基本を学び、油絵を描くようになる。
また音楽にも興味を持ち、特にシャンソンに夢中になり、アコーディオンを手にし、演奏や作曲なども楽しんだ。
1945年に第二次世界大戦が終了すると、画家になることを強く志望していたディックは、通っていた高校を辞める決意をするが、長男である息子を後継者にしたかった父と対立。その後「後継者の研修」をするのであればとの条件付きで、高校を退学する。

### 夢を追いかけて
退学した彼は、オランダの書店や、イギリス、フランスの出版社に研修に出向き、出版のいろはを学んだ。研修の合間には、同じ画家志望の者と出会い、美術館や画廊を精力的にまわり、さまざまなインスピレーションを得る。
特にパリでは、フェルナン・レジェやアンリ・マティスといった現代芸術家たちの作品に、ディックがそれまで抱いていた絵画のイメージを大きく覆すほどの強い衝撃とインスピレーションを受ける。そしてディック自身もスケッチブックを手に街の様々な風景をスケッチし、油絵にしていった。
20歳になったディックはオランダに戻り、父や祖父に改めて「自分は経営者には向いていない、アーティストになることを認めてほしい」ことを告げ、ディックを後継者にするつもりでいた父を説得し、これを了承。アーティストとしての道を歩むこととなる。
20歳以降の数年間、アーティストとしての方向性を探る日々が続いた。
本格的に絵を学んだことのなかったディックは、アムステルダムの国立美術アカデミーに入学するものの、方向性の違いから退学する。
その後、様々なアーティストの画法を研究し、アンリ・マティスや、レイモン・サヴィニャック、カッサンドルたちの単純な輪郭や明解な色で構成されたシンプル、かつ訴求力のある作品を研究し、自らのデザインスタイルを確立させていった。
1951年、24歳になったディックは、父が経営する地元ユトレヒトの出版社、A・W・ブルーナ＆スーンの専属デザイナーとして働くようになる。またイレーネ・デ・ヨングという女性と婚約し、2年後に結婚した。

### グラフィックデザイナーとして
ブルーナ社に入社したディックは、会社が発行するさまざまな書籍の装丁を任され、ジョルジュ・シムノンのメグレ警部シリーズなどミステリー小説を中心に年間100冊もの装丁の仕事をこなす。
これらの装丁は、書籍のタイトルさえ分かればいいという、それまでの装丁の概念を覆し、パッと一瞬で引きつけるような、シンプルで斬新なデザインスタイルであった。
また、ブルーナ社のシンボルとしてデザインし直した「くま」がペーパーバックなどに使われ、そのくまに手を加えた「Zwarte Beertjes」（ブラック・ベア）が、読書週間のポスターなどに使用されるようになる。
1953年にイレーネと結婚。初の絵本「de appel」（りんごちゃん）を刊行する。

### ナインチェ誕生
1955年になると、気軽に買えるペーパーバック「ブラック・ベア」シリーズがスタート。この頃には年間150冊もの装丁を手がけ、同時に宣伝用のポスターなども多数手がけた。
またこの年、「nijntje」（ナインチェ）という、うさぎを主人公とした字のない絵本を刊行。当時子供向けの本といえば、写実的な描写が主流で、デ・ステイルをはじめ現代芸術運動の流れを汲む（当時としては）斬新でモダンなキャラクターたちに、大人たちは「子供には理解できない」と敬遠していたのだが、シンプルな線と明解な色彩は子供たちの支持を得た。
1959年、それまでの絵のタッチや本の形を変え、色には『ブルーナカラー』と呼ばれる赤、青、白、緑、黄色を使い、以前に刊行した「りんごちゃん」を描き直し、加えて新しく描かれた「こねこのねる」「きいろいことり」「ぴーんちゃんとふぃーんちゃん」などが現在見られるような正方形の絵本となって刊行。
1963年には、「ナインチェ」を新たに描き直し、各国語に翻訳される。日本でも1964年に石井桃子の訳により「ちいさなうさこちゃん」として刊行され、多くの子供たちに支持を受けた。
その後もコンスタントに絵本を発表し、人気絵本作家としての地位を確実に築いていった。

### 独立後

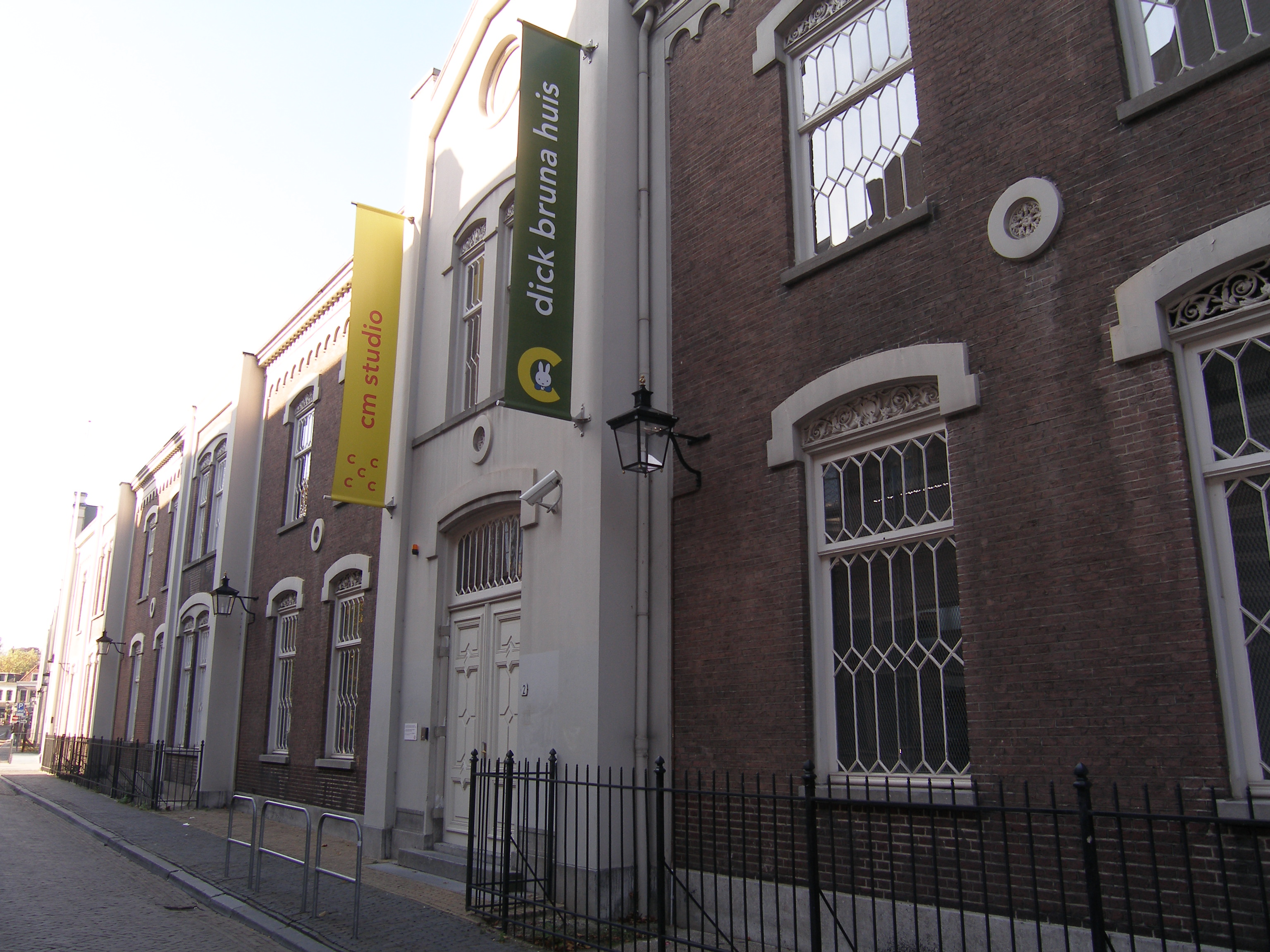
ディック・ブルーナ・ハウス（後のナインチェ・ミュージアム）

1971年、アムステルダムにディックの著作権を管理するメルシス社を友人のピーター・ブラティンガとともに設立。そして創作に専念したいとの思いから、1975年にブルーナ社を退職する。
独立後、社会福祉関係の仕事にも力をいれ、障害者向けの案内記号、歯の健康、献血、赤十字などの公共広告のポスター、デザインを数多く手がけた。
また創作のみならず、様々な場所で子供たちに絵本を読み聞かせるイベントを行い、常に子供たちの目線で見つめ、考えて、それらは創作の情熱にもなった。
日本においても、「うさこちゃん」「ミッフィー」として、その愛くるしいキャラクターたちは、オランダに負けないほどの人気を博す。また1998年には、郵政省（現・日本郵政）の「ふみの日」切手のデザインを提供した。
2006年2月には、「ディック・ブルーナ・ハウス（dick bruna huis）」がユトレヒト市のセントラル・ミュージアム横に開館し、ディックの作品が常設展示される。2016年2月6日に改装し「ナインチェ・ミュージアム（nijntje museum）」としてリニューアルされた。
毎日自転車でユトレヒトのスタジオに通って創作活動を続けたが、2011年に高齢のため引退したと2014年7月に報じられた。
2017年2月16日、故郷のユトレヒトにて老衰で死去。満89歳没。

## 作品の特徴と影響

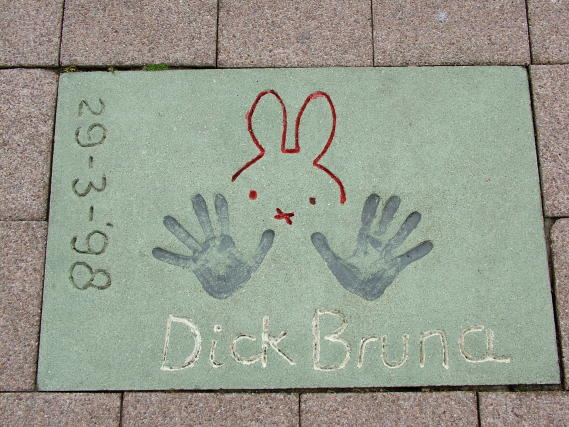
ロッテルダムにあるブルーナの手形

- パブロ・ピカソやアンリ・マティス、フェルナン・レジェ、デ・ステイルなどに影響を受けた、パッと一瞬で引きつけるようなシンプルな線と明解な色彩「ブルーナカラー」で独自のスタイルを確立。ブルーナカラーには、赤、青、白、緑、黄色、後年には、ぞうの色を付ける灰色、そして、くまや、犬を描くための茶色が付け加えられた。

- 作品に登場するキャラクターは、ゾウ、鳥、魚などわずかな例外を除いては、基本的に全てカメラ目線（顔を読者側に向けている）か後ろ姿で、横顔になっているカットがない[7]。画面を横方向に歩いている場面においても、キャラクターはたいていカメラ目線（現実的に考えればよそ見）である。これには「キャラクターたちはいつも、本と向き合っているあなたのことを見ている」という、ブルーナの深い愛情が込められている。

- ブルーナに影響された人物には、五味太郎、佐藤可士和[8]等がいる。

## 出版物

### 書籍・作品集
- Paradise in Pictograms—the world of Dick Bruna（1989年、メルシス社、Ella Reitsma著）

（邦訳：ディック・ブルーナの世界—パラダイス・イン・ピクトグラムズ、1991年、駸々堂出版、今江祥智訳）
- Petit Glam Issue no. 3—Paradise in Pictograms Issue. （1998年、プチグラパブリッシング）
- Dick Bruna boekomslagen.（1998年、Jansen Bert著）
- ディック・ブルーナのすべて（1999年、講談社）
- ディック・ブルーナ展 ミッフィー、ブラック・ベア、そのシンプルな色とかたち（2003年、朝日新聞社、展覧会図典）
- ディック・ブルーナ ぼくのこと、ミッフィーのこと（2005年、講談社）
- dick bruna（2006年, Waanders Publisher, Joke Linders著）
- みづゑのレシピ ディック・ブルーナさんの絵本のつくりかた（2007年、美術出版社）
- ディック・ブルーナのデザイン（2007年、新潮社）
- ミッフィー誕生55周年記念「ゴーゴー・ミッフィー展」公式図録（2010年、朝日新聞社）
- ZWARTE BEERTJES—Book Cover Design by Dick Bruna ブラック・ベア―ディック・ブルーナ 装丁の仕事（2015年、Glyph.編、フリーライド）
- ミッフィーからの贈り物 ブルーナさんがはじめて語る人生と作品のひみつ（2015年、講談社）
- ディック・ブルーナ ミッフィーと歩いた60年（森本俊司著 2015年 ブルーシープ、2019年 文藝春秋）
- 別冊太陽 ディック・ブルーナ ミッフィーの魅力、再発見（2015年、平凡社）
- 誕生60周年記念 ミッフィー展 60 years with miffy 展覧会図録（2015年、朝日新聞社）
- シンプルの正体 ディック・ブルーナのデザイン（2017年、ブルーシープ）
- MOE特別編集 プルーナが語るミッフィーのすべて（2017年、白泉社）
- ディック・ブルーナ 永遠のデザインとことば[9]（2022年、KADOKAWA）
- dick bruna: zijn werken voor prentenboeken ブルーナ絵本展（展覧会公式図録 2024年、朝日新聞出版）

### 絵本
以下の年はすべてオランダ語原書の出版年。
■は先述のブルーナの書籍と作品集で日本語による仮題が設けられている絵本を指す。日本では未刊行。
1953年
- ■りんごぼうや（初版） de appel
- ■フォーレンダムのトト toto in volendam

1955年
- ■ちいさなうさこちゃん（初版） nijntje
- ■うさこちゃんとどうぶつえん（初版） nijntje in de dierentuin
- ■おうさま（初版） kleine koning

1957年
- ■ティス tijs
- ■じどうしゃ de auto

1959年
- de appel（りんごちゃん第2版 舟崎靖子訳、講談社）（りんごぼうや（改訂版） 松岡享子訳、福音館書店）
- きいろいことり（het vogeltje, 石井桃子訳、福音館書店）
- こねこのねる（poesje nel, 石井桃子訳、福音館書店）
- ぴーんちゃんとふぃーんちゃん（fine en pien, 石井桃子訳、福音館書店）

1962年
- ふしぎなたまご（het ei, 石井桃子訳、福音館書店）
- おうさま（改訂版） (de koning, 松岡享子訳、福音館書店)
- さーかす（circus, 石井桃子訳、福音館書店）
- ちいさなさかな（de vis, 石井桃子訳、福音館書店）

1963年
- ちいさなうさこちゃん（改訂版）（nijntje, 石井桃子訳、福音館書店）
- うさこちゃんとうみ（nijntje aan zee, 石井桃子訳、福音館書店）
- うさこちゃんとどうぶつえん（改訂版）（nijntje in de dierentuin, 石井桃子訳、福音館書店）
- ゆきのひのうさこちゃん（nijntje in de sneeuw, 石井桃子訳、福音館書店）
- クリスマスってなあに（KERSTMIS, 舟崎靖子訳、講談社）

1964年
- ようちえん（de school, 石井桃子訳、福音館書店）
- de matroos（ちいさなふなのりのぼうけん 舟崎靖子訳、講談社）（ふなのりのやん 松岡享子訳、福音館書店）

1966年
- シンデレラ（ASSEPOESTER, 角野栄子訳、講談社）
- ■おやゆびこぞう KLEIN DUIMPJE
- あかずきん（ROODKAPJE, 角野栄子訳、講談社）
- しらゆきひめ（SNEEUWWITJE, 角野栄子訳、講談社）

1967年
- ABCってなあに（b is een beer, 小林悦子監修、講談社）

1968年
- じのないえほん（boek zonder woorden、石井桃子訳、福音館書店）
- かぞえてみよう（1–12）（tellboek, 舟崎靖子訳、講談社）

1969年
- わたしほんがよめるの（ik kan lezen, 松岡享子訳、福音館書店）
- もっとほんがよめるの（ik kan nog meer lezen, 松岡享子訳、福音館書店）
- こいぬのくんくん（snuffie, 松岡享子訳、福音館書店）
- くんくんとかじ（snuffie en de brand, 松岡享子訳、福音館書店）

1970年
- うさこちゃんひこうきにのる（nijntje vliegt, 石井桃子訳、福音館書店）
- うさこちゃんのたんじょうび（het feest van nijntje, 石井桃子訳、福音館書店）

1972年
- かぞえてみよう（13–24）（tellboek 2, 舟崎靖子訳、講談社）
- しろ、あか、きいろ（mijn hemd is wit, 松岡享子訳、福音館書店）
- ■わたしのくにのどうぶつ dieren uit ons land
- どうぶつ（dieren uit andere landen, 松岡享子訳、福音館書店）

1974年
- じのないえほん2（boek zonder woorden 2, 福音館書店）
- ぼくがいっぱい（ik ben een clown, 舟崎靖子訳、講談社）

1975年
- うさこちゃんとゆうえんち（nijntje in de speeltuin, 石井桃子訳、福音館書店）
- うさこちゃんのにゅういん（nijntje in het ziekenhuis, 石井桃子訳、福音館書店）
- ■はなのほん bloemenboek

1976年
- ひとりでできるよ（ik kan nog véél meer lezen, 舟崎靖子訳、講談社）
- ■むずかしいことばもよめるの ik kan moeilijke woorden lezen

1977年
- ぶたのうたこさん（betje big, 松岡享子訳、福音館書店）
- うたこさんのにわしごと（de tuin van betje big, 松岡享子訳、福音館書店）
- ■ベッツィー小児病棟へいく basje gaat logeren bij kinderneurologie

1979年
- nijntjes droom（ミッフィーのゆめ 舟崎靖子訳、講談社）（うさこちゃんのゆめ、福音館書店）
- ■おたんじょうびブック verjaaardag boekje t.b.v. unicef

1980年
- うたこさんのおかいもの（betje big gaat naar de markt, 松岡享子訳、福音館書店）
- おおきくなったら（heb jij een hobbie? 舟崎靖子訳、講談社）
- ik kan sommen maken（みんなでいくつ 舟崎靖子訳、講談社）（わたしたしざんできるの 松岡享子訳、福音館書店）
- ■みんなでいくつ2 ik kan nog meer sommen maken
- ■小児性血友病の本 jeroen heeft hemofilie

1982年
- ぼくのだいじなあおいふね（BLUE BOAT, ピーター・ジョーンズ作、ディック・ブルーナ絵、中川健蔵訳、偕成社※オランダ語版未刊行）
- まる、しかく、さんかく（rond, vierkant, driehoekig, 松岡享子訳、福音館書店）
- おひゃくしょうのやん（jan, 松岡享子訳、福音館書店）
- うさこちゃんとじてんしゃ（nijntje op de fiets, 松岡享子訳、福音館書店）

1984年
- うさこちゃんがっこうへいく（nijntje op school, 松岡享子訳、福音館書店）
- おーちゃんのおーけすとら（vij hebben een orkest, 松岡享子訳、福音館書店）
- だんふねにのる（de redding,松岡享子訳、福音館書店）

1985年
- ■まえとうしろ wie zijn hoed is dat?
- ■ぼうしをさがそう wie zijn rug is dat?
- すぽーつのほん（SPORTBROEK, 松岡享子訳、福音館書店）

1986年
- de puppies van snuffie（スナッフィーのあかちゃん 角野栄子訳、講談社）（くんくんにこいぬがうまれたよ 松岡享子訳、福音館書店）
- ■うたこさんのたんじょうび de verjaardag van betje big
- はる なつ あき ふゆ（lente, zomer, herfst, en winter, 松岡享子訳、福音館書店）

1988年
- うさこちゃんおとまりにいく（nijntje gaat logeren、松岡享子訳、福音館書店）
- うさこちゃんのおじいちゃんとおばあちゃん（apa en oma pluis, 松岡享子訳、福音館書店）
- ■まがりかどではとまろう! stoeprand...stop!
- ■じのないえほん 3 BOEK zonder woorden 3
- うさこちゃんおとまりにいく（nijntje gaat logeren, 松岡享子訳、福音館書店）
- うさこちゃんのおじいちゃんとおばあちゃん（opa en oma pluis, 松岡享子訳、福音館書店）

1989年
- boris beer（こぐまのボリス 角野栄子訳、講談社）（くまのぼりす 松岡享子訳、福音館書店）
- boris en barbara（ボリスとバーバラ 角野栄子訳、講談社）（ぼりすとばーばら  中野百合子訳、福音館書店）
- ボリスのやまのぼり（boris op de berg、角野栄子訳、講談社）

1990年
- ■ほんをかいてみよう de schrijfster
- lotje（ちいさなロッテ 角野栄子訳、講談社）（ろってちゃん 松岡享子訳、福音館書店）

1991年
- nijntje huilt（ミッフィーどうしたの? 角野栄子訳、講談社）（うさこちゃんのさがしもの 松岡享子訳、福音館書店）
- het huis van nijntje（ミッフィーのおうち 角野栄子訳、講談社）（うさこちゃんのおうち 松岡享子訳、福音館書店）

1992年
- het feest van tante trijn（アリスおばさんのパーティー 角野栄子訳、講談社）（ふわこおばさんのぱーてぃー 松岡享子訳、福音館書店）

1994年
- ■うたこさんのびょうき betje big is ziek
- ボリスとバーバラのあかちゃん（boris, barbara en basje、角野栄子訳、講談社）
- boris in de sneeuw（ボリスのゆきあそび   角野栄子訳、講談社）（ゆきのひのぼりす 中野百合子訳、福音館書店）

1995年
- nijntje in de tent（ミッフィーのたのしいテント 角野栄子訳、講談社）（うさこちゃんのてんと 松岡享子訳、福音館書店）
- はりねずみのぼうけん（eegje egel, 松岡享子訳、福音館書店）
- だれのなきごえかな?（boe zegt de koe, 松岡享子訳、福音館書店）

1996年
- lieve oma pluis（ミッフィーのおばあちゃん 角野栄子訳、講談社）（うさこちゃんのだいすきなおばあちゃん 松岡享子訳、福音館書店）
- ボリスのすてきなふね（de boot van boris, 角野栄子訳、講談社）
- おおきくなったらなにになる?（wat wij later worden, 松岡享子訳、福音館書店）
- あか き あお みどり（het haar van de pop is rood, 松岡享子訳、福音館書店）

1997年
- nijntje in het museum（ミッフィーのたのしいびじゅつかん 角野栄子訳、講談社）（うさこちゃんびじゅつかんへいく 松岡享子訳、福音館書店）
- どうしてないているの?（weet jij waarom ik huil? 松岡享子訳、福音館書店）

1998年
- ■うたこさんのきゅうか betje big gaat met vakantie
- ■うたこさんのおみせ de winkel van betje big
- ケムエルとノアのはこぶね（ruben en de ark van roach、松岡享子訳、福音館書店）

1999年
- nijntje en nina （ミッフィーとメラニー 角野栄子訳、講談社）（うさこちゃんとにーなちゃん 松岡享子訳、福音館書店）
- pim en wim（ピンとペン 角野栄子訳、講談社）（ぺんぎんのぴむとぽむ 松岡享子訳、福音館書店）
- boris en de paraplu（ボリスとあおいかさ 角野栄子訳、講談社）（ぼりすそらをとぶ 松岡享子・中野百合子訳、福音館書店）

2000年
- ■じのないえほん3（アイリス）iris een boek zonder woorden
- ■ミスター・クニー meneer knie
- ■ろばのみみ ezelsoor

2001年
- het spook nijntje（ミッフィーのおばけごっこ 角野栄子訳、講談社）（うさこちゃんおばけになる 松岡享子訳、福音館書店）
- nijntje de toverfee（まほうつかいミッフィー 角野栄子訳、講談社）（うさこちゃんまほうをつかう 松岡享子訳、福音館書店）

2002年
- ボリスはパイロット（boris de piloot, 角野栄子訳、講談社）
- ■バーバラのようふくタンス de verkleedkist van barbara
- nijntje danst（ミッフィーとおどろう 角野栄子訳、講談社）（うさこちゃんのだんす 松岡享子訳、福音館書店）

2003年
- de brief van nijntje（ミッフィーのてがみ 角野栄子訳、講談社）（うさこちゃんのてがみ 松岡享子訳、福音館書店）
- うさこちゃんとあかちゃん（kleine pluis, 松岡享子訳、福音館書店）
- ■ボリスはチャンピオン boris de kampioen

2004年
- うさこちゃんのはたけ（de tuis van nijntje, 松岡享子訳、福音館書店）
- ■うたこさんへのうた een lied voor betje big

2005年
- おかしのくにのうさこちゃん （nijntje is luilekkerland, 松岡享子訳、福音館書店）
- うさこちゃんとふえ（een fluit voor nijntje, 松岡享子訳、福音館書店）
- ぼりすとこお（boris en ko, 松岡享子・中野百合子訳、福音館書店）
- ぼりすかいものにいく（boris doet de boodschappen, 中野百合子訳、福音館書店）
- ■まいごのスナッフィー snuffie is zoek

2006年
- うさこちゃんとたれみみくん（hangoor, 松岡享子訳、福音館書店）
- ことりのぴーと（vogel piet, 松岡享子訳、福音館書店）

2007年
- うさこちゃんはじょおうさま（koningin nijntje, 松岡享子訳、福音館書店）

2008年
- うさこちゃんときゃらめる（nijntje is stout, 松岡享子訳、福音館書店）
- ■スナッフィーのおともだち een maatje voor snuffie

2009年
- うさこちゃんのおじいちゃんへのおくりもの（een cadeau voor opa pluis, 松岡享子訳、福音館書店）

2010年
- ■グランティ knorretje
- ■スクーターにのって on de step

2011年
- うさこちゃんとふがこちゃん（knorretje en de oren van nijntje, 松岡享子訳、福音館書店）

### 装丁
- アニー・マリー（1946年）
- 「ハファンク」シリーズ
- H.F.ヴァン・ダール・カレンの探偵小説
- ジョルジュ・シムノン「メグレ警部」シリーズ
- レスリー・シャルテリス「聖人」シリーズ
- ブラック・ベアシリーズ
- 江戸川乱歩オランダ語訳書

## 映像・メディア

### テレビ番組
アニメ
声の出演：長沢彩
- ブルーナのうさぎのミッフィーちゃん 1・2（1992年12月29日・30日、NHK）
- ブルーナの絵本（1993年4月5日 - 1994年3月16日、NHK）
- 大みそかこどもスペシャル ブルーナの絵本スペシャル（1997年12月31日、NHK）

3Dアニメ
声の出演：兵藤まこ他
- ブルーナのえほん ミッフィーとおともだち（2003年4月 - 7月・2004年1月 - 3月・2005年1月 - 3月・2006年1月 - 2月、4月-6月、NHK）

教養番組
- 未来への教室「ディック・ブルーナ 幸せを運ぶ絵本」（2002年4月27日・5月4日、NHK）
- 日立 世界・ふしぎ発見!「花と自転車の国オランダ ミッフィーの世界へようこそ」（2002年7月13日、TBS）

CM
- ピップワンダーペット

### VHS・DVD
ミッフィーとおともだち（シリーズ作、2003年 - 2007年、ポニーキャニオン）
声の出演：兵藤まこ他
- ミッフィーのおたんじょうび
- わんわん! スナッフィー
- あそびにいきましょ
- つくったのなあに？
- こぐまのボリス
- ミッフィーとお母さん
- ふしぎね どうして?
- なかよし うれしいな!
- ミッフィーのせかいりょこう

### CD
- ブルーナ・アニメ・テーマ・ソング集 ミッフィーのうた（1998年、キングレコード）

## 関連のある施設等
オランダ

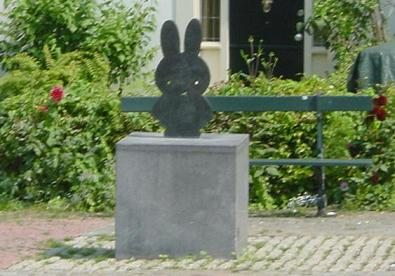
ナインチェ像

- ナインチェ・ミュージアム Nijntje Museum

ブルーナの作品が展示されている。ユトレヒト中央美術館内にある。
- ナインチェ・プレインチェ（ミッフィー広場）Nijntje Pleintje

ユトレヒト市内にある広場。ここに次男で彫刻家のマルク・ブルーナが制作したナインチェの像がある。
日本
- モスバーガー国立店

モスバーガーのフラッグショップ。「ディック・ブルーナモデル店舗」としてオープン。看板や内装、食器などにブルーナのイラストが使用されている。
- こども陶器博物館（岐阜県多治見市）

「ディック・ブルーナ常設展示」が行われ、ポスターや原画などが展示してある。